# Biblioteca Comunale Manfrediana di Faenza
La Biblioteca Comunale Manfrediana di Faenza è una biblioteca di pubblica lettura e di conservazione della città di Faenza, fondata nel 1797 a seguito delle soppressioni del patrimonio, anche bibliografico, di conventi e congregazioni religiose decretate in epoca napoleonica dai francesi durante l'occupazione della città.

## Storia
L'opera di riordino, cernita e scelta dei volumi che avrebbero fatto parte delle collezioni della biblioteca venne inizialmente affidato prima all'avvocato faentino Giambattista Scardavi, professore di Legge e lingua greca, poi dal gennaio 1798 a Marino Borsieri. La Biblioteca ebbe inizialmente sede nell'ex Convento dei Gesuiti e venne aperta al pubblico il 25 novembre 1818, sotto la direzione del bibliotecario avvocato Giovanni Gucci, a cui si deve anche il primo regolamento che prevedeva già il prestito esterno dei libri. Nel 1825 venne trasferita nell'attuale sede, l'ex convento dell'Ordine dei Servi di Maria, insieme alla Pinacoteca e alle scuole comunali.
Il primo direttore («Custode perpetuo della biblioteca comunale di Faenza») fu dal 1804 l'abate Andrea Zannoni, bibliografo ed erudito che arricchì la biblioteca dei suoi fondi personali: edizioni di classici greci e latini, opere d'antiquariato e di pregio. Il primo regolamento, con norme per il direttore e i lettori, risale al 1818. Dal 1848 alla morte (1877) fu direttore Gian Marcello Valgimigli. Di sé lasciò un indelebile ricordo, sia come erudito sia come cultore della storia della città.
Per tutto l'Ottocento vennero aggiunte al patrimonio librario donazioni di biblioteche private e, dopo l'unificazione d'Italia, le biblioteche provenienti dalle seconde soppressioni religiose degli ordini dei Cappuccini, dei Riformati, dei Conventuali, dei Domenicani e degli Osservanti di Brisighella.
Durante la lunga direzione di Piero Zama (1920-1957) il patrimonio della biblioteca si arricchì considerevolmente, grazie anche all'acquisizione dell'Archivio notarile e dell'Archivio storico comunale, così come dei nuovi spazi resi disponibili dal trasferimento della Pinacoteca in una nuova sede. Nel 1922 salvò una libreria monumentale lignea di pregiata fattura tardo settecentesca. Appartenuta al Comune, in quell’anno fu smontata ed accatastata sotto il voltone della Molinella. Zama la recuperò e la fece rimontare lungo le pareti della Sala del Settecento, dove si trova tuttora.
Tra le due guerre vennero istituiti e aperti al pubblico il Museo del Teatro, il Museo del Risorgimento e il Museo Scientifico Torricelliano.
Durante la seconda guerra mondiale la biblioteca, a causa dei bombardamenti anglo-americani del 1944, subì il crollo dell'aula magna, la perdita di numerosi volumi e dei cataloghi. Venne parzialmente riaperta al pubblico nell'inverno del 1945; la ricostruzione, immediatamente iniziata, si concluse nel 1955.
Nel 1967 venne istituita, con decreto ministeriale, la Sezione di Faenza dell'Archivio di Stato di Ravenna, che conserva anche l'Archivio Storico Comunale.
Nella seconda metà del XX secolo il patrimonio della biblioteca si è arricchito grazie alle donazioni di numerosi fondi bibliografici e artistici, fra i quali Zauli-Naldi, Vincenzo Poletti, Ludovico Caldesi, Lamberto Caffarelli e Domenico Rambelli.
Nel 1986 il catalogo della biblioteca viene inserito nel Servizio Bibliotecario Nazionale (SBN) con l'adesione alla Rete Bibliotecaria di Romagna. Negli anni successivi la biblioteca recupera nuovi spazi al piano terreno, precedentemente occupati da negozi, aprendo al pubblico l'emeroteca (1992) e una sezione a scaffale aperto (attuale «Sezione letteratura», 1996)
Nel 2003 vengono iniziati i lavori per la riapertura pubblico della «Sala Dante» (al piano terra della biblioteca), adibita nei vent'anni precedenti a magazzino dei periodici. L'ambiente, completamente rinnovato, viene inaugurato nel giugno 2004. È utilizzabile come sala di lettura (60 posti), sala per conferenze (completamente attrezzato allo scopo) e come deposito di libri.